# Ширлі Бессі
Дама Ширлі Вероніка Бессі (англ. Shirley Veronica Bassey; нар. 8 січня 1937, Кардіфф, Вельс) — британська співачка, що стала відомою за межами своєї батьківщини після виконання пісень до фільмів про Джеймса Бонда: «Голдфінгер»(1964), «Діаманти назавжди» (1971) та «Мунрейкер» (1979).Вона єдина записала більш ніж одну тему до фільмів про Джеймса Бонда. Удостоєна звання Дами-Командора ордена Британської імперії. 2003 року співачка відзначила 50-річчя творчої діяльності в шоу-бізнесі.

## Життя та кар'єра

### Дитинство та юність (1937—1960)
Бессі народилася на Б'ють-стріт, в районі Тайгер Бей (англ.), у Кардіффі в родині моряка-нігерійця Генрі Бессі (Henry Bassey). Мати Бессі, Елайза Джейн, в першому шлюбі Меткалф (Eliza Jane Metcalfe) була родом з Йоркшира, Північна Англія. Дівчинка росла в робочому кварталі і була молодшою з семи дітей. Батько покинув сім'ю, коли Ширлі було два роки. Згодом дівчинка стала навчатися в початковій школі Мурланд в районі Сплотт (англ.), у Кардіффі.
У дитинстві Ширлі часто співала дуетом з братом на сімейних урочистостях хіти американських джазових артистів Сари Вон і Біллі Екстайна. Улюбленим співаком брата був американський співак і актор Ел Джолсон, який також вплинув на формування музичного стилю співачки. Бессі згадує: «У дитинстві ми слухали тільки записи Джолсона. Думаю, я перейняла його манеру, тому що мені подобалося, як він говорив публіці: „Ви ще й не таке почуєте!“ („You is not heard nothin 'yet!“). Потрібно бути досить самозакоханим, щоб говорити таке, — і саме це мені подобалося в Еллі Джолсоні».
Покинувши школу у 15 років, Ширлі пішла працювати пакувальницею на місцеву фабрику. У вільний час вона підробляла співом в місцевих пабах і клубах. 1953 року Бессі брала участь в мюзиклі «Memories of Jolson», поставленому за біографією співака Ела Джолсона. Потім Бессі взяла участь в шоу «Hot From Harlem».
У 16 років вона завагітніла дочкою Шерон і повернулася до Кардіффа, влаштувавшись на роботу офіціанткою. Однак в 1955 році за випадковою рекомендацією її знайшов агент Майкл Салліван (Michael Sullivan), який переконав Ширлі в необхідності продовжувати співочу кар'єру. Співачка працювала в різних театрах до тих пір, поки не отримала запрошення в шоу Ела Ріда (Al Read) «Such Is Life». За час роботи в цьому шоу компанія Philips A & R і продюсер Джонні Франц (Johnny Franz) помітили її появу на телебаченні й запропонували контракт.
Компанія Philips випустила перший сингл Бессі «Burn My Candle» в лютому 1956 року, коли співачці було всього дев'ятнадцять років. Цей сингл, на другій стороні якого була записана пісня «Stormy Weather», відразу підкорив серця мільйонів людей. Хітом в лютому 1957 року стало виконання Ширлі народної ямайської пісні «Banana Boat Song», що посіла восьму сходинку в хіт-параді британських синглів. В цьому ж році співачка за сприяння американського продюсера Мітча Міллера (Mitch Miller) записала в Америці для лейбла Columbia сингл «If I Had A Needle And Thread» / «Tonight My Heart She Is Crying».
У середині 1958 року Бессі записала два сингли, які згодом стали класикою в її репертуарі. Пісня «As I Love You» з'явилася на другій стороні пластинки з баладою під назвою «Hands Across The Sea». Спочатку сингл погано розкуповувався, проте справи пішли краще після виступу співачки в концертному залі London Palladium. У лютому 1959 року ця пісня посіла першу сходинку хіт-параду і протрималася там чотири тижні. Тоді ж Бессі записала пісню «Kiss Me, Honey Honey, Kiss Me», і одночасно з тим, як «As I Love You» підіймалися в хіт-парадах, ця пісня також стала популярною: в результаті обидві увійшли в трійку лідерів.
Перший альбом-лонгплей співачки «The Bewitching Miss Bassey» вийшов в 1959 році. До нього увійшли сингли, що вийшли раніше за час контракту з компанією Philips. Кілька місяців по тому Бессі підписала контракт з лейблом EMI Columbia, що ознаменувало собою наступний важливий період її співочої кар'єри.

### Пік популярності (1960—1980)
Протягом 1960-х років Бессі записала кілька пісень, що стали хітами в британських чартах. Зокрема, першим хітом, записаним з моменту укладення контракту з EMI, стала пісня 1960 року «As Long As He Needs Me». При підготовці до запису пісні стався курйозний випадок. Продюсер Норман Ньюелл (Norman Newell) забронював одну зі студій на Abbey Road і разом з великим оркестром очікував прибуття співачки. Коли Бессі не з'явилася в призначений час, Ньюелл став дзвонити їй додому і виявив, що та забула про запис і вирушила в кіно. Тоді продюсер велів негайно обдзвонити всі кінотеатри Лондона, щоб терміново знайти співачку і доставити її в студію. Задихана Ширлі прибула на місце і в результаті записала одну з найемоційніших і найпопулярніших пісень за всю свою кар'єру. 1960 року пісня злетіла на друге місце британських хіт-парадів і протрималася 30 тижнів серед 50 кращих.
Іншою значущою подією в кар'єрі співачки стало співробітництво в 1963—1964 роках з Джорджем Мартіном, продюсером легендарних The Beatles. 1964 року співачка вперше і в останнє підкорила вершини американських хіт-парадів з піснею до фільму про Джеймса Бонда «Голдфінгер». Завдяки цьому успіху Бессі часто з'являлася в різних ток-шоу на американському телебаченні.
15 лютого 1964 співачка успішно дебютувала в США на сцені відомого концертного залу Карнегі Хол, де трьома роками раніше з тріумфальним поверненням виступала її кумир — американська актриса і співачка Джуді Гарленд (ще до приїзду Бессі в Америку Гарленд була присутня на одному з її концертів і дала поради, як поводитися з американською публікою і продюсерами). Запис американського концерту Бессі спочатку був визнаний незадовільним. Однак він був відновлений і вийшов лише 30 років потому, в 1994 році, в складі колекційного видання синглів EMI / United Artists.
В кінці 1960-х Бессі підписала контракт з американським лейблом United Artists і в період з 1966 по 1969 роки записала чотири платівки, які мали, правда, інтерес тільки для її найвідданіших шанувальників. Ситуація радикально змінилася в серпні 1970 року, коли співачка випустила альбом «Something». Ця платівка проілюструвала оновлений музичний стиль співачки і стала найуспішнішою в її кар'єрі, не рахуючи наступних збірок хітів. Однойменний сингл з цього альбому став популярнішим в британських хіт-парадах, ніж оригінальна пісня Beatles. Обидва сингли досягли четвертого місця в чарт-листі, але версія Бессі протрималася в Top 50 на 10 тижнів довше — 22 тижні проти 12 оригінальною. Успіх синглу і альбому сприяв успішності наступних записів Бессі. Співачка згадує: «Запис альбому "Something" став для мене поворотним пунктом. Можна навіть сказати, що альбом зробив мене поп-зіркою, але в той же час він здавався природним розвитком музичного стилю. Я просто увійшла в студію з усіма цими піснями, серед яких була і «Something» Джорджа Харрісона. Вперше я почула цю пісню у виконанні Пеггі Лі в американському телешоу Еда Саллівана. Я навіть не знала, що ця пісня Beatles і що її склав Джордж Харрісон … Застав останній фрагмент виступу Пеггі Лі, я була просто вражена почутим ".
У 1971 році співачка записала головну пісню до чергового фільму з бондіани «Діаманти назавжди». 1978 року ВФГ «Мелодія» за ліцензією United Artists Records вийшов альбом з 12 номерів Ширлі Бессі, записаних з 1969 по 1974 роки. Нерозпещені грамзаписами західних зірок радянські слухачі познайомилися з «Diamonds Are Forever», «Something», «The Fool On The Hill» (ще однією піснею «Beatles» в репертуарі співачки), «Never, Never, Never» та іншими хітами. Пісня «Мунрейкер», що вийшла в 1979 році разом з однойменним фільмом про Бонда, значного успіху у публіки не мала. Всього за період з 1970 по 1979 роки Бессі записала 18 альбомів, які стали хітами в Британії, а також знялася в двох рейтингових серіалах на британському телебаченні.

### 1980-ті роки
У 1980-х роках Ширлі Бессі займалася благодійністю, даючи концерти в Європі і США. 1985 року співачка виступила як гостя на Міжнародному фестивалі польської пісні в Сопоті. Живі виступи Бессі завжди привертали велику увагу публіки експресивною манерою виконання пісень, виразною жестикуляцією, екстравагантними сценічними костюмами і манерою спілкування з аудиторією. Ірландський музикант Мартін Хатчінсон (Martin Hutchinson) згадує: "Найсильніша сторона [співачки] — живі виступи, де вона завжди виглядала приголомшливо в вишуканому вбранні (ходили чутки, що кожен з них вона надягала всього один раз), які зазвичай були без бретелей і з глибоким вирізом на спині, що змушувало чоловічу частину аудиторії завмирати від передчуття, а жіночу — від заздрості. […] Жестикуляція [Бессі] на сцені завжди була драматична, і шоу було не просто концертом, а «подією» ".
Частота студійних записів Бессі в 1980-х роках значно скоротилася. 1984 року вийшов альбом найвідоміших пісень під назвою «I Am What I Am», виконаних з Лондонським симфонічним оркестром. 1986 року вийшов сингл «There's No Place Like London» під авторством Лінсі де Пола (Lynsey De Paul) і Жерарда Кенні (Gerard Kenny). 1987 року Бессі співпрацювала зі швейцарським дуетом Yello на записі пісні «The Rhythm Divine», складеної в співавторстві з шотландським співаком Біллі Макензі (Billy Mackenzie). Також в 1987 році співачка випустила альбом на іспанською мовою під назвою «La Mujer».

### 1990-ті та наші дні
У 1993 році співачка записала альбом кавер-версій хітів з мюзиклів Ендрю Ллойда Уеббера («Привид опери», «Кішки», «Ісус Христос — суперзірка» і ін.). 1996 року Бессі співпрацювала з Крісом Рі на зніманні фільму «La Passione», де зіграла саму себе і виконала пісню «Disco La Passione».
У 1997 році пісня «History Repeating», записана разом з групою Propellerheads, зайняла перший рядок танцювальних хіт-парадів у Великій Британії, знайомлячи нове покоління шанувальників з творчістю співачки. Бессі згадує: "Двоє молодих людей з Propellerheads прислали мені пісню, і хоча музика мені сподобалася, я подумала, що це більше підходить для Тіни Тернер, ніж для мене. […] А тепер до мене на вулиці підходять 6 і 7-річні діти і говорять: "Мені дуже подобається ваш новий запис. Я ваш великий шанувальник "". Музичний оглядач Сільвія Паттерсон (Sylvia Patterson) з журналу «New Musical Express» назвала цей сингл «надзвичайно потужним». У грудні 1997 року на пісню був знятий відеокліп за участю співачки. У буклеті альбому «Decksandrumsandrockandroll» учасники групи Propellerheads висловили подяку Ширлі Бессі за участь у записі, а також відзначили, що вони «все ще перебувають в шоці».
За час гастрольних турів в Британії в 1998 році 120 тисяч глядачів відвідали десять живих концертів Бессі в лондонському концертному залі Royal Festival Hall, що побило власний рекорд співачки, встановлений раніше. 1 і 6 жовтня 1999 року Бессі разом з уельським баритональним басом Бріном Терфель (Bryn Terfel) виконала офіційний гімн ігор «World In Union» на церемоніях відкриття і закриття Чемпіонату світу з регбі в Уельсі. Церемонії відбулися на новому регбі-стадіоні в рідному місті співачки Кардіффі. Сукня, в якій виступала Бессі, перемагало червоно-зелений мотив національного прапора Уельсу.
31 грудня 1999 королева Великої Британії Єлизавета II присвоїла Бессі титул «Дама Коммандор» і нагородила її орденом Британської імперії, що стало визнанням заслуг співачки перед королівською родиною — Ширлі Бессі частіше за інших виконавців виступала при дворі. 2002 року співачку було також запрошено виступати до палацу на святкування 50-річчя правління Єлизавети II.
У липні 2000 року компанія EMI випустила альбом під назвою «Diamonds Are Forever — The Remix Album», що складається з реміксів на найвідоміші хіти співачки минулих років. Ремікси були обробками пісень в ключі сучасної електронної танцювальної музики з використанням оригінального вокалу Бессі. У записі цього альбому взяли участь такі відомі в світі клубної музики імена як awayTeam, Propellerheads, Nighmares on Wax, Groove Armada, DJ Spinna і Марк Брайдон з британського дуету Moloko. Реміксу на пісню «Where Do I Begin (Love Story)» у виконанні awayTeam вдалося зайняти перші рядки хіт-парадів танцювальної музики у Великій Британії.
У 2003 році Бессі відзначила 50-річний ювілей творчої діяльності, випустивши альбом «Thank You For The Years», який увійшов до двадцятки кращих. Благодійний аукціон Christy's, де були виставлені сценічні костюми співачки, зібрав 250 тис. Фунтів стерлінгів, які пішли на іменну стипендію Ширлі Бессі в Королівському коледжі музики і драми в Уельсі, а також до фонду дитячої лікарні Noah's Ark.
Ширлі Бессі була визнана найуспішнішою британською акторкою, маючи за 42-річну кар'єру на своєму рахунку 31 популярний сингл і 35 альбомів, які потрапили в британські хіт-паради

## Особисте життя
Офіційної автобіографії співачки не опубліковано. Книга «An Appreciation of the Life of Shirley Bassey» авторства Мюріель Берджесс (Muriel Burgess) написана в 1999 році за матеріалами преси, однак сама співачка не дала добро на цю публікацію через фактологічні помилки. У численних інтерв'ю Ширлі Бессі воліє говорити насамперед про свою творчість і не вдаватися в подробиці особистого життя, про що відкрито заявляє журналістам. Єдина схвалена публікація про життя і творчість, в написанні якої брала участь сама співачка, вийшла в 1998 році під назвою «Shirley Bassey: My Life on Record and In Concert».
Ширлі Бессі була одружена двічі. Її першим чоловіком став продюсер Кеннет Г'юм (Kenneth Hume), який був відкритим гомосексуалом і заперечував батьківство дочки Саманти. Їх шлюб тривав з 1961 по 1965 рік, після чого подружжя розійшлося. 1967 року Г'юм покінчив життя самогубством, що стало для співачки ударом: після розлучення вони залишалися близькими друзями. У Бессі на цей час було заплановано виступ на відкритті лондонського кабаре «Talk of the Town», і його власник, імпресаріо Бернард Делфонт (Bernard Delfont), запропонував співачці відмовитися від появи на публіці через кончину Г'юма. Однак попри це, Бессі вийшла на сцену. Згодом вона згадувала: "Я співала пісню, слова якої, здавалося, були написані спеціально для мене і Кеннета. Я співала: "Прощай, закінчилася наша історія. Закохані назавжди, друзі назавжди". Мені вдалося доспівати до кінця, і в сльозах я поквапилася за куліси, де медсестра зробила мені укол. Публіка шаленіла. Це було емоційним виразом загальної любові. Вони знали, чого мені це коштувало. Всі знали, що я поховала Кена тиждень тому».
Другим чоловіком Бессі став італійський продюсер Сержіо Новак (Sergio Novak). Бессі і Новак були одружені з 1968 року і розлучилися в 1977 році. 1984 року Саманту, другу дочку Бессі, знайшли мертвою, коли їй був 21 рік, як припускають, після стрибка з мосту Clifton Suspension Bridge в Брістолі. Бессі, однак, наполягала, що це не було самогубство. Трагедія з дочкою призвела до втрати голосу Бессі і значної перерви у кар'єрі в середині 1980-х років. Пізніше співачка згадувала: «Я так зневірилася та звинувачувала себе. Я вся змучилася. Мене не залишала думка, що я була поганою матір'ю для своєї дочки. Це був найважчий період. Діти повинні ховати батьків, а не навпаки. […] Все це могло б вибити мене з колії. Але не вибило. На деякий час я втратила голос, але в якийсь момент щось наказало мені встати і знову вийти на сцену. Якби я сиділа склавши руки і шкодувала себе — це не допомогло б мені і не повернуло б Саманту». За кілька тижнів після загибелі дочки Бессі вже виступала в нью-йоркському концертному залі Карнегі Хол. Бессі згадує: «На мені було просте чорне плаття, я вийшла на сцену, а глядачі встали і влаштували мені п'ятихвилинну овацію. Неймовірно, як публіка може надати підтримку. Все це дає надзвичайний адреналін. Це як наркотик».

## Значущість та вплив
У своїх інтерв'ю Ширлі Бессі зізнавалася, що її творчість викликає особливий інтерес у представників сексуальних меншин. Говорячи про відданість цій частині своєї публіки, співачка стверджувала: «Моїм шанувальникам-гомосексуалам завжди були близькі перипетії мого життя. Ви розумієте, про що я: вона пройшла через все це, і вона як і раніше на висоті».
Ряд музичних оглядачів, журналістів і письменників вказують на той факт, що серед спільноти лесбійок, геїв, бісексуалів і транссексуалів (скор. ЛГБТ) співачка має особливий статус так званої гей-ікони — сильної особистості, приклад мужнього подолання труднощів. Наприклад, британський оглядач Артур Дейвіс (Arthur Davis) найймовірнішу причину цього бачить в тому, що сценічні костюми Бессі «екстравагантні, а її шоу (і вибір пісень) великою мірою апелюють до товариства гомосексуалів обох статей. […] Однак також не викликає ніякого сумніву, що у неї є безліч шанувальників-гетеросексуалів, що обожнюють її екстраординарний талант». Сама Бессі, відповідаючи на питання про причини своєї популярності серед гей-спільноти, сказала: «Я думаю, це все через гламурності і театральності. Це більше, ніж життя. У цьому також є сила: я думаю, їм подобаються сильні жінки. Геї — дуже творчі люди, вони поважають творчість інших. Вони бачать щирість і не схиляються перед ким попало».
Деякі конкретні пісні у виконанні Бессі набули для цієї публіки особливого значення. Так, Вільямсон Хендерсон (Williamson L. Henderson), президент американської некомерційної громадської організації ветеранів Стоунуоллскіх бунтів «Stonewall Veteran Association», у своєму виданні «Songs of the Stonewall», де згадується життєстверджуюча пісня Бессі «This is My Life»(1968), пише: «Ці пісні гей-спільноти епохи Стоунуолла є історичним, соціальним і культурним фактором, що вже казати про музичне. […] Ці пісні звучали в той час — майже у всіх гей-клубах Америки — постійно і з виразними вокально-танцювальними компонентами, а музичний посил, що посилювався, став потужним каталізатором змін». Інша пісня у виконанні Бессі під назвою «I Am What I Am» («Я така, яка є») з бродвейського мюзиклу 1983 року про одностатеву пару «Клітка для диваків» («La Cage Aux Folles»), що оповідає про самоствердження і подоланні труднощів, стала, на думку авторів документального фільму про співачку на британському телеканалі Channel 4, «піснею-світочем для гомосексуалів»
Культуролог Енді Медгерст (Andy Medhurst) з британського університету в Сассексі також говорить про Бессі як про гей-ікону та висловлює переконання, що «згадувати Бессі без її шанувальників-геїв — те ж саме, що говорити про Міллуолл (районі Лондона) без хуліганів. Оцініть глибину і давність зв'язків: будь-який несмачний травесті-номер, починаючи з 1950-х років, експлуатував її обертальні рухи і акцентовану міміку, Фредді Мерк'юрі віддавав їй данину, просуваючи в рок-музику нерідко виконанням пісні «Big Spender» на біс, в той час як власні «фірмові» пісні Бессі сходили до коріння гомосексуальної тематики». Музичний оглядач Каролайн Салліван (Caroline Sullivan) підтверджує популярність образу Бессі у трансвеститів: «Трансвестит не буде справжнім трансвеститом, якщо в його номері немає Ширлі — разом з Джуді (Гарленд) і Барбри (Стрейзанд)». Популярний в 1980-х роках британський пародист Джо Лонгхорн (Joe Longhorn) також вдало використав образ Бессі, одного разу співачка навіть сказала, що Джо пародіює її краще, ніж вона є насправді. Сценічний образ Бессі використовується в британських травесті-шоу досі.
Благодійна діяльність співачки також не оминає увагою ЛГБТ-спільнот. Так, в 1997 році співачка виступила на концерті проти СНІДу в голлівудському концертному залі «Univsersal City», організованому «American Foundation for the AIDS Research» для представників сексуальних меншин. Також в березні 2007 року співачка пожертвувала кілька своїх сценічних костюмів для благодійного аукціону. За заявою його організаторів, всі виручені кошти спрямовуються на користь британських підлітків-геїв, лесбійок, бісексуалів і транссексуалів.

## Звання та нагороди
- 1973 — Призер в номінації «Краща солістка» від TV Times.
- 1976 — Призер в номінації «Краща артистка» від «American Guild of Variety Artists».
- 1977 — Призер в номінації «Краща британська солістка за останні 50 років» на церемонії «British Record Industry Award».
- 1983 — Звання «Командор Британської імперії» (CBE)
- 1999 — Орден Британської імперії (DBE — Дама-Командор) за популярність і тривалу кар'єру.
- 2001 — Нагорода «International Ambassadors Award» від Variety Club за внесок в благодійність.
- 2003 — Вища звання і орден «Legion d'Honneur» за внесок в культуру Франції.
- 2003 — Нагорода «Lifetime Achievement Award» на церемонії «National Music Awards» в Британії.
- 2004 — Нагорода ЮНЕСКО «Artist for Peace».
- 2005 — Іменна зірка на «алеї слави» в лондонському Ковент Гарден.